# Thuốc kết hợp
Thuốc kết hợp là sự kết hợp liều cố định (fixed dose combination, viết tắt FDC) bao gồm hai hoặc nhiều thành phần dược phẩm hoạt động (API) kết hợp trong một dạng liều dùng duy nhất, được sản xuất và phân phối với liều lượng cố định. Các thuật ngữ như "thuốc kết hợp" hoặc "sản phẩm thuốc kết hợp" có thể là cách viết tắt phổ biến cho sản phẩm FDC (vì hầu hết các sản phẩm thuốc kết hợp hiện tại là FDC), mặc dù sau này chính xác hơn nếu thực tế đề cập đến một sản phẩm được sản xuất hàng loạt kết hợp các loại thuốc và liều lượng tương ứng (trái ngược với cơ chế đa thuốc tùy chỉnh thông qua việc pha chế ). Và nó cũng nên được phân biệt với thuật ngữ "sản phẩm kết hợp" trong bối cảnh y tế, mà không có thông số kỹ thuật nào khác có thể đề cập đến các sản phẩm kết hợp các loại sản phẩm y tế khác nhau như sự kết hợp giữa thiết bị / thuốc thay vì phối hợp thuốc / thuốc. Lưu ý rằng khi một sản phẩm thuốc kết hợp (dù là liều cố định hay không) là "viên thuốc" (nghĩa là viên thuốc hoặc viên nang), thì đó cũng là một loại "polypill" hoặc combopill (thuốc kết hợp).
Ban đầu, các sản phẩm thuốc kết hợp liều cố định đã được phát triển để nhắm mục tiêu vào một bệnh duy nhất (chẳng hạn như với FDC kháng retrovirus được sử dụng chống lại AIDS). Tuy nhiên, FDC cũng có thể nhắm mục tiêu nhiều bệnh/tình trạng khác nhau, chẳng hạn như Caduet (atorvastatin/amlodipine) hoặc Exforge (amlodipine/valsartan). Trong các trường hợp FDC nhắm mục tiêu vào nhiều bệnh, các bệnh như vậy thường có thể liên quan đến việc tăng số lượng bệnh nhân tương lai có khả năng sử dụng một sản phẩm FDC nhất định. Điều này là do mỗi sản phẩm FDC được sản xuất hàng loạt và do đó thường đòi hỏi phải có một khối lượng lớn bệnh nhân sử dụng để biện minh cho việc sản xuất, phân phối, tích trữ, v.v.